# James Edward Maceo West
James Edward Maceo West (Condado de Prince Edward, 10 de fevereiro de 1931) é um engenheiro e inventor estadunidense.
Juntamente com Gerhard Sessler, desenvolveu o Microfone Electret, em 1962.

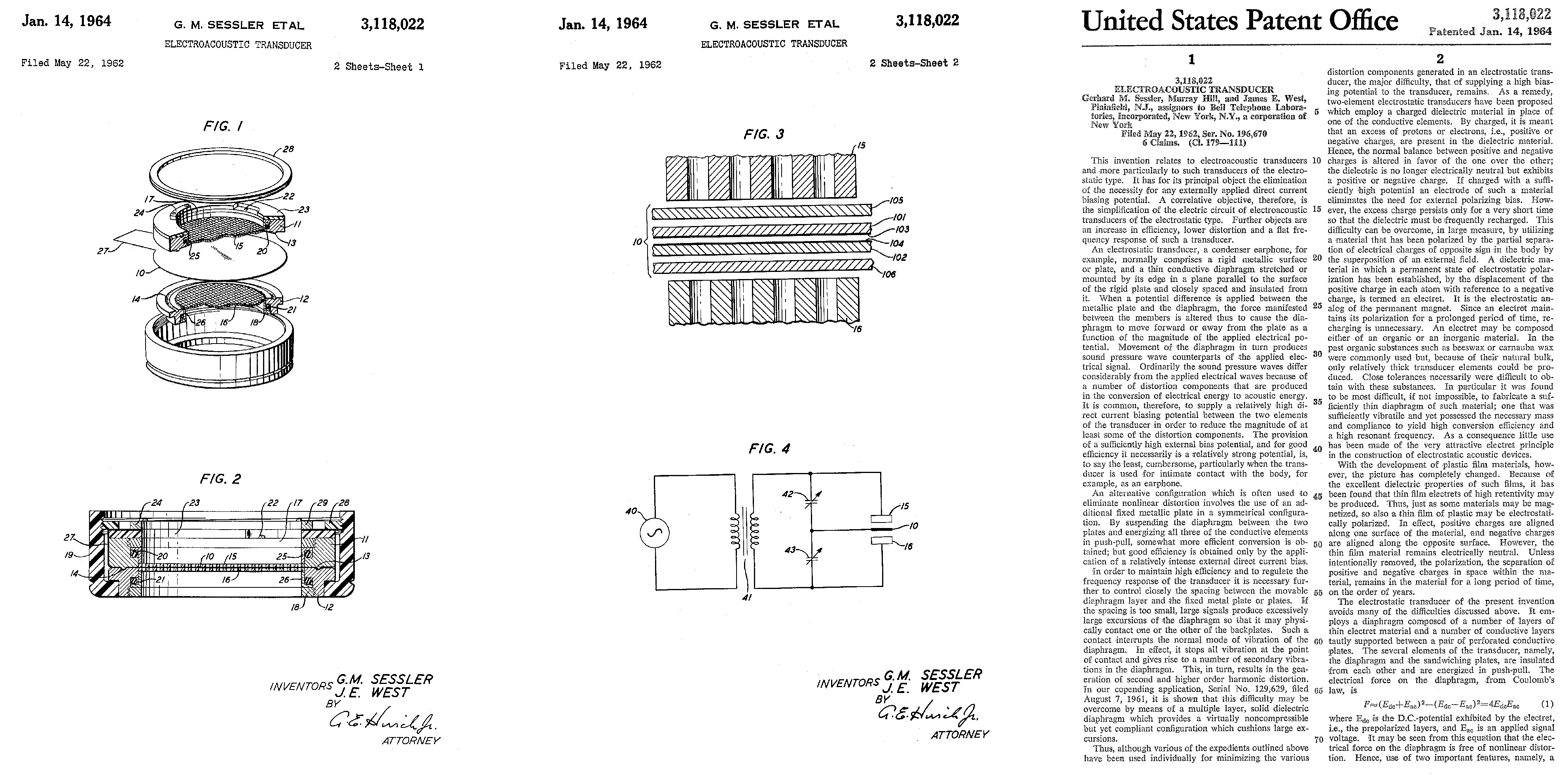
First patent on foil electret microphone by G. M. Sessler and J. E. West (pages 1 to 3)